# Minijatura (kiparstvo)
Minijature su umanjeni, detaljni prikazi ljudi, biljaka, životinja, vozila i građevina u točnom omjeru u odnosu na stvarne predloške. Najčešći oblik minijatura su povijesni vojnici koji se lijevaju od kositra i kasnije, vrlo precizno i točno bojaju ručno akrilnim bojama.
Prototip ili master izrađuje umjetnik minijaturist, najčešće kipar u bikomponentnoj epoksi smoli koja je vrlo podatna za modeliranje i vrlo se brzo na zraku stvrdnjava pomoću ubrzivača.
Tako dobiveni prvi uzorak kopira se u odljevku od tekuće gume od koje dobijemo negativ ili kalup. Taj kalup može biti za vrelo ili hladno lijevanje. Za vrelo lijevanje koristi se vulkanizirana, prepečena guma koja može višekratno izdržati temperature do 500 stupnjeva Celsiusa i u takve kalupe lijevamo kositar, olovo ili aluminij.
Hladno lijevanje vrši se u silikonskim kalupima koji su vrlo precizni i elastični, a u njih lijevamo resin, prirodnu biljnu smolu koja ima odlična svojstva brzog stvrdnjavanja i ravnomjerne gustoće.
Postoje i brizgane figure od plastike, ali one se brizgaju pod visokim temperaturama i tlakom u čelične kalupe. Oni se koriste uglavnom u masovnoj serijskoj proizvodnji igračaka, dok su ručno lijevane figure predmet interesiranja ozbiljnih kolekcionara i hobista.